# دانيال فرانسوا مالان
دانيال فرانسوا مالان (22 مايو 1874 - 7 فبراير 1959) سياسي أفريقي شغل منصب رئيس وزراء جنوب أفريقيا من 4 يونيو 1948 إلى 30 نوفمبر 1954.

## روابط خارجية
- دانيال فرانسوا مالان على موقع الموسوعة البريطانية (الإنجليزية)
- دانيال فرانسوا مالان على موقع مونزينجر (الألمانية)